# Ravnanje z orožjem
Ta članek govori o tehnikah za varno ravnanje z orožjem, njegovo posest in shranjevanje orožja. 
Pravila in priporočila za varno ravnanje z orožjem so postavljena, da bi se izognili nenamernem in malomarnem sproženju ali morebitnih posledic okvare strelnega orožja. Njihov namen je, da bi odpravili oziroma zmanjšali tveganja za nenamerno smrt, poškodbe in škodo zaradi morebitnega nepravilnega nošenja, shranjevanja in uporabe strelnega orožja. Leta 2013 je bilo 47,000 nenamernih smrti za posledicami strelnega orožja po vsem svetu. 

## Pravila in miselnost uporabe
Pravilna uporaba strelnega orožja poskuša posamezniku z usposabljanjem in premišljeno uporabo ter pravilnimi navadami glede specifičnih pravil, razložiti pravilno uporabo. Premišljenost je, da je strelno orožje izjemno nevarno in mora biti vedno shranjeno ter uporabljeno previdno. Uporabniki so dolžni orožje uporabljati s spoštovanjem glede njihovih sposobnosti uporabe. Prepovedano se je igrati z orožjem, saj je to pogost vzrok za tragične posledice. Pravila za varno uporabo strelnega orožja prihajajo iz tega mišljenja.
Leta 1902 je angleški politik in strelski navdušenec Mark Hanbury Beaufoy napisal pesem o varnem ravnanju z orožjem. Začetni verz pesmi A Father's Advice se začne tako:
Če strelni športnik resnični si
poslušaj pozorno me:
Nikoli, nikoli ne dovoli, da bi 
orožje usmeril v nekoga...
Pravila športnega društva Avstralije:
1. Z vsakim orožjem ravnaj, kot da je nabito
2. Nosi samo prazno orožje, usmerjeno navzdol kjerkoli že si
3. Vedno bodi prepričan, da orožje ni kakor koli poškodovano
4. Vedno nosi orožje tako, da kontroliraš smer cevi
5. Prepričaj se v kaj streljaš preden streljaš
6. Nikoli ne meri v nekaj kar nočeš streljati
7. Nikoli ne pusti orožja nenadzorovanega dokler ga ne sprazniš
8. Nikoli ne plezaj čez ograjo ali na drevo z nabitim orožjem
9. Nikoli ne streljaj v zid ali kakršno koli trdo površino ali v vodo
10. Ne mešaj smodnika z alkoholom
Tako imenovani slepi naboji, ki so nabiti samo s smodnikom in nakoncu zavihani, so prav tako nevarni do 4,5 m. V preteklosti so se ljudje poškodovali in celo ubili, ker so verjeli, da slepi naboji niso nevarni, tako da se varnostna navodila upoštevajo tudi za slepe naboje.

## Zmeraj uporabljaj orožje, kot da je nabito
To pravilo je napisano zaradi lahkomiselnosti. Namen teh je, da bi se ljudi navadili pravilnega in varnega ravnanja z orožjem in preprečili mišjenje kot: Vem da je moje orožje nenabito, tako da lahko z njim delam tudi nevarne stvari. Stavek Orožje je zmeraj nabito, je uporabljeno kot pozitivno mišljenje, čeprov smo mogoče prepričani, da ni nabito, ampak namen teh besed je, da preprečimo lahkomiselnost.
Veliko strelnih nesreč se je zgodilo v zmotnem prepričanju, da je njihovo strelno orožje prazno, varno ali kakor koli drugače onemogočeno, čeprav je v resnici pripravljeno za sprožitev. Takšni nesporazumi se lahko povečajo s številnimi viri:
- Nepravilno ravnanje s strelnim orožjem. Uporabnik lahko izvrši napačne postopke, kot so polnjenje, streljanje in praznjenje v napačnem ali izpuščenem vrstnem redu.
- Napačnem prepričanju o stanju strelnega orožja. Uporabnik lahko na primer misli, da je varnostni zatič v pravem položaju, a ta ni. Strelivo je lahko že v cevi ali v nabojniku, medtem ko uporabnik misli, da je prazen.
- Mehanične napake. Nosač orožja, nepravilna sestava ali poškodbe, lahko privedejo do nezaželenih namenov. Za primer, varnostni zatič se lahko obrabi do kašne mere, ko ni več funkcionalen. Sprožilec in ohišje pištole se lahko obrabi do takšne mere, da postane zelo občutljivo ali se celo samo sproži.

Če uporabnik ravna z orožjem, kot da se lahko sproži vsak trenutek, lahko uporabnik bolj verjetno sprejme varnostne ukrepe, da prepreči samosprožitev in s tem kakršno koli poškodbo.

## Usmeri orožje stran od netarč
To pravilo je postavljeno, da bi preprečilo poškodbe povzročene z nenamerno sprožitvijo.
Posledica tega pravila je, da je kakršno koli igranje in poigravanje s strelnim orožjem prepovedano. Igrivo merjenje v ljudi ali netarče krši to pravilo in je izjemno nevarno do življenja in nepremičnine. Da bi preprečili takšno vedenje, je pravilo včasih pogovorno navedeno, ''Nikoli ne usmerjaj orožja v nekaj kar nočeš uničiti.''
Dve varni smeri usmerjanja orožja so, da usmeriš orožje v tla ali v zrak. Obe imajo pozitivne in negativne lastnosti. Če ustreliš v tla obstaja možnost, da se izstrelek ne zarije v tla, ter se odbije in poškoduje ljudi ali objekte. Pri sprožitvi strela v zrak pa ta, da se izstrelek slej kot prej vrne proti tlem in povzroči uničevalne posledice. Če ustrelite navpično v zrak, samo določite, da bo izstrelek priletel približno na enako mesto navzdol. Kakorkoli, če pa ustrelite pod kotom ne čisto vertikalno, bo ta v enakem kotu priletel nazaj proti tlom ampak s samo še večjo hitrostjo. Kar nekaj smrti se je zgodilo, ko so praznili orožje v zrak; čeprav je bilo v dosti primerih takšno streljanje sporno, je poročanje Centers for Disease Control and prevention našlo 43 takšnih primerov padanja nabojev z neba z novoletnih zabav v Puento Rico. Prav tako je mogoče, da je merek nehote usmerjen v netarčo, kot je človek ali letalo. 
V primerih, ko se orožje uporablja v notranjih prostorih, varni položaj orožja ni gor in dol. Za primer, če se orožje sproži gor ali v tla, ta lahko prebije steno in koga zadane ali pa se izstrelek začne odbijati po prostoru. V notranjih prostorih, kjer se velikokrat uporablja orožje, se zato naredijo kakšne varne stene, kamor usmerjamo orožje. V strelnih območjih, so pogosto označene smeri kamor se lahko usmeri orožje. Najbolj pogosto so to nizkoležeča področja, katera so narejena tako, da preprečijo morebitne preskoke med stenami. V vojaških oz. drugih strelnih območjih, kjer se orožje mora uporabljati, so po navadi kontejnerji napoljeni s peskom, tako imenovani čistilni sod, ki preprečujejo takšne odbitke.

## Nevarni uporabniki
Orožje nesme nikoli uporabljati človek, ki je pod vplivom alkohola ali kakršnih koli drog, ki bi lahko ovirali njihovo presojo. V zakonu je zapisano, da mora uporabnik pri uporabi orožja imeti 0% alkohola in prisotnosti drog.

## Ne imejte prsta na sprožilcu
Ne imejte prsta na sprožilcu ali znotraj zaščite sprožilca 
S tem pravilom se izognemo neželeni sprožitvi. Običajno se orožje sproži s pritiskom na sprožilec. Uporabnikov prst se lahko nehote premakne iz naslednjih razlogov: uporabnik se prestraši, nima popolne kontrole nad telesnimi gibi, iz telesnih razlogov, na katere zavestno ne more vplivati – na primer krč, spodrsljaj, padec ali da nekaj pritisne sprožilec (če želi uporabnik pištolo pospraviti v nosač in ima prst na sprožilcu). Uporabnik lahko škodljive posledice takšnih gibov prepreči, tako da nima prsta na sprožilcu, dokler orožja ne usmeri v tarčo in ga želi sprožiti. 
Zaščita sprožilca in predel nad sprožilcem predstavljata naravno točko, na katero lahko uporabnik položi stegnjen prst ob orožju in tako prepreči, da bi kršil to pravilo. Priporočljivo je tudi, da uporabnik prst položi nad zaščito sprožilca in tako zmanjša možnost, da bi njegov prst nehote zdrsnil v zaščito sprožilca. Pravilno postavljen kazalec osebo z orožjem poleg tega opominja na to, kam je namerjena. 
V popularni kulturi, kot so filmi in TV serije, uporabniki orožja to pravilo pogosto kršijo, celo osebe, ki bi morale znati rokovati z orožjem, na primer vojaško osebje ali policisti. 

## Prepričajte se o tarči in kaj je za njo
S tem pravilom se preprečijo ali zmanjšajo poškodbe netarč, ko uporabnik namerno sproži orožje. Do nenamernih poškodb lahko pride, če uporabnik netarčo zamenja za tarčo, če uporabnik tarčo zgreši, ali če izstrelek namesto želene tarče zadene nekaj ali nekoga drugega. 
Uporabniki morajo pozitivno identificirati in preveriti svoje tarče. Poleg tega se naučijo, da lahko tudi med streljanjem na želeno tarčo iz treh razlogov zadenejo neželene tarče: 
•Izstrelek lahko zgreši želeno tarčo in zadene mimo tarče ob njej ali za njo. 
•Netarča se lahko znajde pred tarčo in zadene jo lahko izstrelek, ki je bil usmerjen v tarčo. 
•Izstrelek lahko prebije želeno tarčo in zadene netarčo za njo, kar imenujemo “prekomerni preboj” (overpenetration). 
Zato mora biti uporabnik v skladu s tem pravilom zmeraj prepričan v svojo tarčo; ne samo tarčo, temveč tudi situacijo nad njo, pod njo, na njeni levi in desni strani ter pred njo in za njo. 
V tem primeru se lahko uporabnik znajde v situaciji, ko je v zadregi. Na primer policist pri neredih, civilist, ki je ponoči soočen z možnim vlomilcem, vojak v situaciji, ko so civilisti ob sovražniku. Neodločnost ali napačna presoja uporabnikovih zmogljivosti v takšnih situacijah lahko privedeta do neželenih rezultatov, kot je na primer poškodba uporabnika zaradi oklevanja ali uporabnikove kršitve pravil za uporabo in s tem neželenih poškodb. 
Lovcem je običajno prepovedano streljati čez ceste ali poti oz. po mraku in pred zoro, saj bi lahko tako pomotoma zadeli neželeno tarčo. V nekaterih mestih je v celoti prepovedano streljanje zaradi možnosti, da bi uporabnik zadel tarčo, ki je ne vidi.  
Takšne rezultate je mogoče zmanjšati s treningom. Z vajami ciljanja na tarčo uporabnik izboljša preciznost, s katero sproži orožje in tako zviša možnost, da zadene želeno tarčo. Z izobrazbo o ciljni balistiki si uporabnik pridobi znanje glede karakteristik izstrelka po tem, ko ta zadane tarčo. To znanje, skupaj z zavedanjem glede lastnih zmožnosti, uporabniku olajša sklepanje pravilnih odločitev o tem, če naj orožje sproži ali ne, četudi nima veliko časa in/ali je pod velikim stresom.  
S pravilnim strelivom se lahko zmanjša nevarnost prekomernega preboja; glej ciljna balistika, moč ustavitve (Stopping power) in izstrelek z votlo konico. 

## Pravila za varnost na streliščih
Vadišča in organizirana strelišča lahko od udeležencev zahtevajo upoštevanje dodatnih pravil. Program Project Appleseed v svojih »klinikah« strelskih spretnosti zahteva, da uslužbenec za varnost na streliščih z nitko za kosilnice pred prvo uporabo vsake puške vsak dan preveri, če je njena cev zamašena. Ko je krog streljanja zaključen in je dovoljeno nastavljanje ali preverjanje tarč oz. je puška pripravljena, da se odstrani s strelne linije, mora uporabnik zmeraj slediti šestim korakom: 1) izvleče magazin; 2) povleče zaklep; 3) vklopi varnostni zatič; 4) vstavi zastavico v nabojnik; 5) položi puško na tla; 6) stopi nazaj; nihče se ne dotika puške. 
Včasih je treba v nabojnik vstaviti indikator odprtega zaklepa ali zastavico za nabojnik, kot je rumena zastavica programa Civilian Marksmanship Program ali zelena zastavica programa Project Appleseed, ter tako označiti, da je nabojnik prazen. 
Strelišča lahko omejijo vrsto streliva in prepovejo izžigalne naboje, svetlobne krogle ali prebojne naboje oz. močnejše naboje, kot jih lahko strelišče prenese. Zahtevajo lahko uporabo zaščite za oči in ušesa.  Alkohol je običajno prepovedan. Na nekaterih streliščih morajo uporabniki za izposojo orožja upoštevati čakalno dobo ali pa s seboj pripeljati prijatelja, saj se tako zmanjša možnost za samomor. Upoštevanje teh pravil na streliščih preverjajo uslužbenci za varnost na streliščih. 
Strelišča morajo biti zasnovana tako, da upoštevajo varnost uporabnikov in morajo vključevati pravilna ozadja za predvidene vrste streljanja. 
1. ↑  »A Father's Advice«. BASC (v britanski angleščini). Arhivirano iz prvotnega spletišča dne 16. maja 2017. Pridobljeno 25. decembra 2018.